# Niddah
Niddah (o nidah, ebraico נדה) è un termine ebraico per descrivere una donna durante le sue mestruazioni, o una donna che le ha avute ma non ha ancora svolto i rituali di purificazione nella mikveh (bagno rituale).
Nella Torah, il Levitico proibisce i rapporti sessuali con una niddah e tale proibizione è stata mantenuta dalla Legge ebraica tradizionale. Le regole della niddah vengono anche citate come taharath hamishpacha (ebraico: purezza familiare).

## Etimologia e uso
Letteralmente il nome femminile niddah significa scostata (cioè, separata) e generalmente si riferisce alla separazione per motivi di impurità (ebr. "tumah"). Il chiosatore biblico Abraham ibn ‛Ezra scrive che la parola niddah è correlata al termine menadechem (מנדיכם), che significa coloro che ti scacciano. ...inoltre le donne in questo stato non potevano essere accolte all'interno del Beit haMiqdash.

## Osservanza
La misura in cui le leggi rabbiniche e bibliche di niddah sono rispettate varia a seconda delle comunità e correnti ebraiche. Le donne sefardite, apparentemente anche quelle secolari, pare le osservino severamente; al contrario, non lo fanno le donne ashkenazite conservatrici e riformate.
All'interno dell'Ebraismo ortodosso invece, tali regole vengono rigorosamente rispettate. Infatti le regole della Nidda insieme alla Casherut e ad il rispetto dello Shabbat sono i tre aspetti principali della vita ebraica che identificano il livello di osservanza religiosa ebraica come ortodosso o meno.

## "Shomerneghi'ah"
Gli osservanti di questa Mitzvah, maschi e femmine, evitano rigorosamente qualsiasi contatto fisico, come per esempio stringere la mano anche fosse solo per salutare, con individui del sesso opposto: questo precetto concerne il pudore, l'umiltà, poi l'etica e la purezza familiare vissuti dagli ebrei religiosi; sebbene non riguardi tanto l'attenzione verso le regole sulla purezza quanto piuttosto il rispetto del matrimonio proprio e altrui, questa norma viene rispettata anche da individui non sposati e v'è chi la rispetta anche tra fratello/i e sorella/e, ma non con i discendenti ed ascendenti in linea retta (ad infinitum).
Esistono precisazioni specifiche Halakhiche anche su questo, come espresso dai Maestri ebrei o Chakhamim.
V'è proibizione Halakhica sull'ascolto di canto di voci femminili da parte degli uomini (cfr Tempio di Gerusalemme); molti proibiscono anche sedervisi [alle donne] accanto, ovviamente non nel caso della sposa nei casi permessi.

### Fonti nel Talmud ed esegesi ebraica
- Neghiah

Altro:
- Tevilah

Anche:
- Separazione dei sessi nell'Ebraismo

Pure:
- Yichud

## Halakhah sullaNiddah
Tra le differenti regole Halakhiche sulla relazione tra sposa e sposo durante quel periodo per lei vigono:
- il sedersi della sposa "in un altro posto" per render noto allo sposo della propria fase Naturale di "Niddah" in corso;
- il divieto, per esempio, di passare "di mano in mano" tra essi bicchieri, come per esempio per versare acqua, e "fuoco-per-accendere" (come ad esempio accendini, fiammiferi ecc.): ella può comunque cucinare.
- il divieto di avere relazioni intime (cfr Mikvah): esistono regole al riguardo, che la sposa ebrea è obbligata a osservare.